# Drew Minter
Drew Minter (ur. 11 stycznia 1955 w Waszyngtonie) – amerykański kontratenor, reżyser operowy i wykładowca, prowadzący kursy mistrzowskie wykonawstwa muzyki dawnej.

## Dyskografia

### CD
- 1985 – Esther Georg Friedrich Händel (L'oiseau Lyre)
- 1992 – Messiah Georg Friedrich Händel (Harmonia Mundi)
- 1994 – Sosarme Georg Friedrich Händel (Newport Classic)
- 1995 – La Giuditta Alessandro Scarlatti (Hungaroton)
- 1995 – Berenice Georg Friedrich Händel (Newport Classic)
- 1996 – Faramondo Georg Friedrich Händel (Vox Classics)
- 1998 – The Art Of The American Singer (Newport Classic)
- 2000 – Floridante Georg Friedrich Händel (Hungaroton)
- 2000 – Missa Corporis Christi, etc Johann Joseph Fux (Cpo)
- 2001 – Introducing Classical Express (Harmonia Mundi)
- 2001 – Classical Express - Handel: Opera Arias Vol 1 (Harmonia Mundi)
- 2001 – Classical Express - Elizabethan Songs (Harmonia Mundi)
- 2001 – Motets And Mass For Four Voices (Ecm)
- 2001 – Classical Express - Music For A Medieval Banquet (Harmonia Mundi)
- 2002 – Classical Express - Handel: Messiah (Harmonia Mundi)
- 2002 – Aethelred The Unready Richard Wilson (Albany Records)
- 2003 – 1+1 Handel: Clori, Tirsi E Fileno oraz Apollo e Dafne Georg Friedrich Händel (Harmonia Mundi)

### DVD
- 2006 –  Opera Giulio Cesare Georg Friedrich Händel (Decca)